# Eric Halley
Eric Hilton Halley (ur. 3 grudnia 1893 w Dunedin, zm. 17 czerwca 1953 w Pietermaritzburgu) – południowoafrykański strzelec, olimpijczyk.
Halley wystąpił na Letnich Igrzyskach Olimpijskich 1924 w dwóch konkurencjach. Zajął 14. pozycję w karabinie dowolnym leżąc z 600 m (wśród 73 strzelców) i 9. miejsce w karabinie dowolnym drużynowo (startowało 18 zespołów).

## Wyniki

### Igrzyska olimpijskie
| Igrzyska   | Konkurencja                  | Wynik                            | Miejsce | Źródło |
| ---------- | ---------------------------- | -------------------------------- | ------- | ------ |
| Paryż 1924 | Karabin dowolny leżąc, 600 m | 84 pkt.                          | 14      | [ 1 ]  |
| Paryż 1924 | Karabin dowolny, drużynowo   | 590 pkt. (druż.) 124 pkt. (ind.) | 9       | [ 2 ]  |